# Angelica (Nowy Jork)
Angelica – miasteczko położone w hrabstwie Allegany, w stanie Nowy Jork, w Stanach Zjednoczonych. Na spisie ludności w 2010 roku było zamieszkiwane przez 1,403 osób. Zostało nazwane na cześć Angeliki Schuyler Church, córki Philipa Schuylera, szwagierki Alexandra Hamiltona i żony Johna Barkera Churcha. Miasto zostało nazwane przez Filipaa Schuylera Church, który był synem Angelici i Johna Barkera Church.